# 梁春基
福寧堂貴人梁氏（1882年9月27日—1929年5月30日），本貫忠州梁氏，朝鮮王朝高宗李㷩之後宮，德惠翁主生母。

## 生平
梁氏本名梁春基（양춘기），父親是梁彥煥，1905年3月10日入侍德壽宮，曾誕下兩位夭折的王子，到1912年5月25日德惠翁主出生，獲賜堂號福寧堂，兩天後高宗在福寧堂引見李熹公等宗親以承候梁氏。
1929年5月30日，貴人梁氏因乳腺癌病逝，葬於高陽西三陵的後宮墓。

## 流行文化
2016年電影《德惠翁主》中，由朴柱美飾演梁貴人。